# Веселий (Каменномостське сільське поселення)
Веселий (рос. Весёлый; адиг. ЧэфыпІ) — хутір Майкопського району Адигеї Росії. Входить до складу Каменномостського сільського поселення.
Населення — 11 осіб (2015 рік).